# تلمبه سید حسین ترابی
تلمبه سید حسین ترابی یک منطقهٔ مسکونی در ایران است که در دهستان زنگی‌آباد واقع شده‌است.